# Spoorlijn Sonda-Mustvee

Het spoorwegnet van Estland in de jaren vijftig, met de lijn Sonda–Mustvee aangegeven in zwart

De spoorlijn Sonda-Mustvee was een smalspoorlijn met een lengte van 63 kilometer tussen de Estische plaatsen Sonda en Mustvee. Bij station Sonda gaf de lijn aansluiting op de spoorlijn Tallinn - Narva.
De spoorbreedte was 750 mm. De gebruikelijke spoorwijdte in Estland is, net als in Rusland, 1520 mm.

## Geschiedenis
In 1916, tijdens de Eerste Wereldoorlog, lieten de Russische autoriteiten 19 kilometer smalspoor aanleggen tussen Sonda en Jõepere.
Na de Estische Onafhankelijkheidsoorlog kwamen de spoorwegen in Estland onder beheer van Eesti Vabariigi Raudtee (EVR), de Estische Staatsspoorwegen. In 1922 besloot EVR de lijn Sonda-Jõepere verder uit te bouwen en in 1923 begon de bouw. Op 1 augustus 1926 werd de lijn Sonda-Mustvee geopend. Op de lijn sloten diverse raccordementen aan, die bosbouwprojecten toegang boden tot het spoorwegnet voor het vervoer van hout.
Na de bezetting van Estland door de Sovjet-Unie in 1940 werd de exploitatie van de Estische spoorlijnen overgenomen door de Sovjetspoorwegen (Советские железные дороги).
In de jaren zestig van de 20e eeuw vervingen diesellocomotieven de stoomlocomotieven die nog op deze lijn reden. De doorsnee-trein op deze lijn bestond uit zowel passagiers- als goederenwagons.
De Sovjetspoorwegen wilden het liefst van alle smalspoorlijnen af. Sommige smalspoorlijnen werden omgebouwd naar breedspoor met de in de Sovjet-Unie gebruikelijke spoorwijdte van 1520 mm. Dat gebeurde bijvoorbeeld met de lijnen Tallinn-Lelle-Viljandi en Tallinn-Lelle-Pärnu. De ombouw van die lijnen was in 1971 voltooid. Andere smalspoorlijnen werden gesloten. Dat gebeurde met Sonda-Mustvee.
De sluiting ging in twee fasen. In 1968 werd de lijn ingekort tot het traject Sonda-Avinurme en verloor Mustvee zijn aansluiting op het spoorwegnet. Op 1 mei 1972 werd ook het resterende deel van de lijn voor het reizigersverkeer gesloten, al bleven nog wel enige tijd goederentreinen rijden.

## Stations en haltes
De lijn had stopplaatsen in:
- Sonda (station)
- Hirmuse (halte)
- Sirtsi (halte)
- Lümatu (halte)

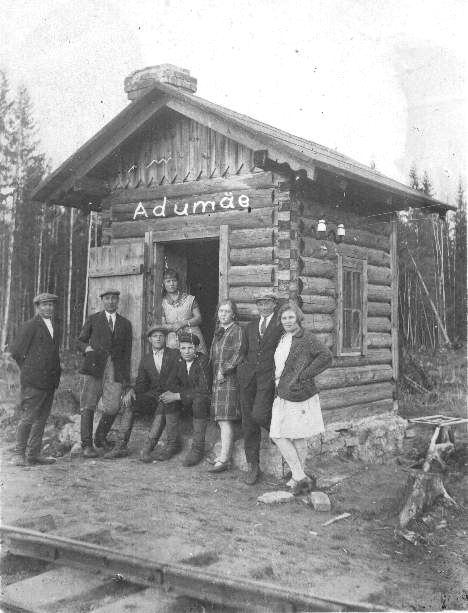
De halte Adumäe anno 1927

- Jõepere (halte; dit dorp is in 1977 opgeheven)
- Tudu (station)
- Suigu (halte)
- Peressaare (halte)
- Adumäe (halte; dit dorp is in 1977 opgeheven)
- Lippoja (halte; dit dorp is in 1977 opgeheven)
- Punasoo (halte; dit dorp is in 1977 opgeheven)
- Muru (halte; dit dorp is op een onbekende datum opgeheven)
- Avinurme (station)
- Kõrve (halte)
- Piilsi (halte)
- Mustvee (station)

Op sommige haltes stopte de trein alleen op verzoek.
Het verdwenen dorp Jõepere is in 1977 bij Kaukvere in de gemeente Vinni gevoegd. Jõepere in de gemeente Kadrina, dat veel westelijker ligt, is een ander dorp. De drie opgeheven dorpen Adumäe, Lippoja en Punasoo maken tegenwoordig deel uit van de ‘vlek’ (groter dorp) Laekvere. Muru lag 3 km ten noorden van Avinurme.

## Museumspoorlijn bij Avinurme
In 2008 is 130 meter van de oude smalspoorlijn bij Avinurme, waaronder een spoorbrug, weer in berijdbare staat gebracht. In de maanden mei tot oktober rijdt een locomotief met een paar wagons over dit stukje spoorlijn. Het tracé is inmiddels uitgebreid tot 178,5 meter.